# Thiago Silva
Thiago Emiliano da Silva, anomenat sovint Thiago Silva, (Rio de Janeiro, Brasil, el 24 de novembre de 1984) és un futbolista professional brasiler que actualment juga en les files del Fluminense a la Lliga brasilera de futbol. Juga a la posició de defensa central. És també internacional amb la selecció brasilera.

## Trajectòria

### Inicis
Thiago Silva va començar entrenant amb el Fluminense però no va arribar a signar-hi cap contracte professional. Sí que el va signar, al contrari, amb el Pedrabranca, un equip del sud de Brasil. Dos anys més tard, l'Esporte Clube Juventude s'hi va fixar i el va acabar fitxant; amb aquest equip va debutar al Campionat brasiler, va actuar principalment com a lateral dret i posteriorment com a defensa central. El seu bon rendiment va ser observat per equips com el FC Porto primer i l'FC Dinamo Moscou després. Tot i el seu salt europeu no va arribar a debutar en competició europea a causa d'una sèrie de lesions, així acabà retornant al seu país.

### Fluminense
Al Fluminense, equip amb el qual s'havia format, va recuperar la seva forma. El seu rendiment amb l'equip brasiler va ser notable. A més, el 2007 va aconseguir el seu primer títol, la Copa de Brasil. Després de dues temporades i mitja amb l'equip brasil, finalment, el desembre del 2008 li va arribar, de nou, l'oportunitat de fer el salt a Europa, aquest cop a les files de l'AC Milan.

### AC Milan
El seu traspàs per l'equip rossonero es va tancar amb una xifra de 10M€ i un acord fins al 2013. Tot i això no va ser inscrit fins a la següent temporada, ja que el Milan ja tenia ocupades les fitxes extracomunitàries. El 21 de gener de 2009 debutava en partit no oficial contra el Hannover 96. El debut a la Serie A va ser el 22 d'agost del 2009 contra l'Siena.
El 17 de maig del 2011 es va fer oficial la seva ampliació de contracte fins al 2016.

### Paris Saint-Germain
L'estiu del 2012 es va fer oficial el seu fitxatge pel PSG. Conjuntament amb ell, el Milan també va traspassar Zlatan Ibrahimović. La seua fitxa amb l'equip parisenc ascendeix a 7,5 milions de € nets per temporada.
El 7 de maig de 2014 el seleccionador brasiler Luiz Felipe Scolari el va incloure a la llista final de 23 jugadors que representaran el Brasil a la Copa del Món de Futbol de 2014.

## Palmarès
Fluminense
- 1 Copa do Brasil: (2007)

Milan
- 1 Serie A: (2010-11)
- 1 Supercoppa italiana: (2011)

PSG
- 7 Ligue 1: (2012-13), (2013-14), (2014-15), (2015-16), (2017-18), (2018-19), (2019-20)
- 5 Copes franceses: (2014-15), (2015-16), (2016-17), (2017-18), (2019-20)
- 6 Copes de la lliga francesa: (2013-14), (2014-15), (2015-16), (2016-17), (2017-18), (2019-20)
- 5 Supercopes franceses: (2013), (2015), (2017), (2018), (2019)

Chelsea
- 1 Campionat del Món de Clubs: (2021)
- 1 Lliga de Campions de la UEFA: (2020-21)
- 1 Supercopa d'Europa: (2021)

Selecció brasilera
- 1 Copa Amèrica: (2019)
- 1 Copa Confederacions de la FIFA: (2013)
- 1 Medalla de Plata Olímpica: (2012)
- 1 Medalla de Bronze Olímpica: (2008)